# Nina Zhuk
Pour les articles homonymes, voir Zhuk.
Nina Alekseyevna Zhuk (en russe : Нина Алексеевна Жук), née Nina Bakusheva, est une patineuse artistique russe ayant patiné dans les années 1950 sous les couleurs de l'Union soviétique, née le 6 janvier 1934 à Savino. Elle est la veuve de Stanislav Zhuk et la belle-sœur de Tatiana Zhuk.

## Biographie

### Carrière sportive
Nina Bakusheva débute en patinage artistique à la fin des années 1940 et patine avec Stanislav Zhuk, avec lequel elle se marie. Elle est avec lui trois fois champion du monde de 1958 à 1960. Elle met un terme à sa carrière en 1961.

## Palmarès
Avec son partenaire Stanislav Zhuk
| Compétition                                                                                            | 1954 | 1955 | 1956 | 1957 | 1958 | 1959 | 1960 | 1961 |
| Jeux olympiques d'hiver                                                                                |      |      |      |      |      |      | 6e   |      |
| Championnats du monde                                                                                  |      |      |      |      | 8e   |      | 5e   | CA   |
| Championnats d’Europe                                                                                  |      |      |      | 6e   | 2e   | 2e   | 2e   |      |
| Championnats d'Union soviétique                                                                        | 3e   |      | 3e   | 1re  | 1re  | 1re  |      | 1re  |
| Légende : CA = Championnats du monde 1961 annulés à cause de la catastrophe aérienne du vol 548 Sabena |      |      |      |      |      |      |      |      |